# Кладнишки манастир
Кладнишкият манастир „Свети Николай“ е български манастир.

## Местонахождение
Разположен в западните склонове на планината Витоша, на около 1 km североизточно от село Кладница.

## История
Възобновен е в 1841 година от дядо Спас от село Мърчаево и понастоящем е постоянно действащ.

## Архитектура
Манастирската обител представлява комплекс от черква, жилищни и стопански сгради.
Черквата е малка еднокорабна, едноапсидна сграда, с две конхи, без купол и е построена през 1841 г., а вътрешният ѝ притвор – през 1866 г. До западната фасада е долепен портик, изпълняващ ролята на открит притвор. Черквата е изографисана през 1883 г. от самоковеца Косто Антикаров. Включва сцени на митарства, Св. Троица във вид на Тримурти и др.

## Други забележителности
Върху хълм, на около 100 – 150 m североизточно, се намират останките от Кладнишката крепост.
Манастирът е обявен за паметник на културата.